# Juvigny-en-Perthois
Juvigny-en-Perthois è un comune francese di 138 abitanti situato nel dipartimento della Mosa nella regione del Grand Est.

## Società

### Evoluzione demografica
Abitanti censiti